# Публий Целий Балбин
Публий Целий Балбин Вибулий Пий (на латински: Coelius Balbinus Vibullius Pius) е политик и сенатор на Римската империя през 2 век.

## Биография
Фамилията му произлиза от провинция Бетика (Южна Испания). Той е вероятно син на Публий Целий Аполинар (суфектконсул 111 г.) и баща на Публий Целий Аполинар (консул 169 г.).
Балбин е конник, трибун в XXII легион Фортуна Първородна и приет в сената от император Адриан. През 137 г. той е консул заедно с Луций Елий Цезар.